# 79丁目駅 (IRTブロードウェイ-7番街線)
79丁目駅（79ちょうめえき、英語: 79th Street）は、ニューヨーク市地下鉄IRTブロードウェイ-7番街線の駅である。マンハッタン区アッパー・ウェスト・サイドのブロードウェイと西79丁目の交差点に位置し、1系統が終日、2系統が深夜のみ停車する。

## 駅構造
| G                  | 地上階                         | 出入口 |
| P プラットホーム階 | 相対式ホーム、右側のドアが開く | 相対式ホーム、右側のドアが開く                                                                                  |
| P プラットホーム階 | 北行緩行線                     | ← ヴァン・コートラント・パーク-242丁目駅行き（86丁目駅） ← 深夜帯：ウェイクフィールド-241丁目駅行き（86丁目駅） |
| P プラットホーム階 | 北行急行線                     | ← 通過 |
| P プラットホーム階 | 南行急行線                     | → 通過 → |
| P プラットホーム階 | 南行緩行線                     | → サウス・フェリー駅行き（72丁目駅）→ 深夜帯：ブルックリン・カレッジ駅行き（72丁目駅）→                         |
| P プラットホーム階 | 相対式ホーム、右側のドアが開く | |

駅は1904年10月27日、マンハッタン本線（現在のIRTレキシントン・アベニュー線とIRTブロードウェイ-7番街線）のシティ・ホール駅 - 145丁目駅間が開通した際に開業した。相対式ホーム2面と緩行線2線・急行線2線を有した2面4線の地下駅で、中央の急行線は深夜帯以外に2系統が、終日3系統が通過している。当駅の北側で急行線は緩行線より低い位置に移る。
駅は2004年9月17日にアメリカ合衆国国家歴史登録財に指定された。

### 出口
駅の改札口は南北ホーム中央にあり、改札内にホーム間連絡通路はない。南行ホーム側改札口は有人で、回転式改札機ときっぷ売り場、ブロードウェイと西79丁目の交差点北西・南西への階段が1つずつある。北行ホーム側改札口には回転式改札機と閉鎖された窓口、ブロードウェイと西79丁目の交差点北東・南東への階段が1つずつある。

## 画像

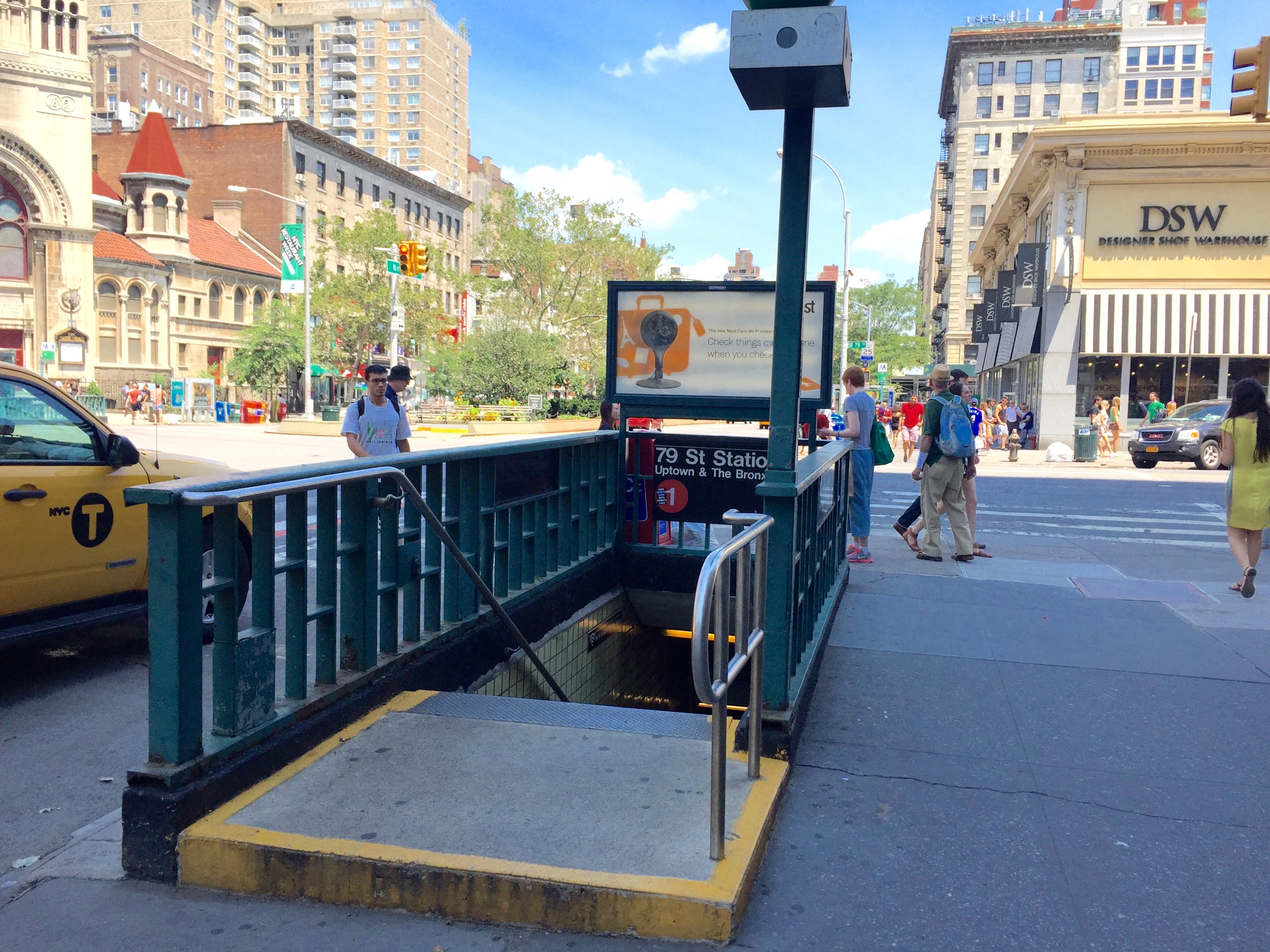
交差点南東の階段
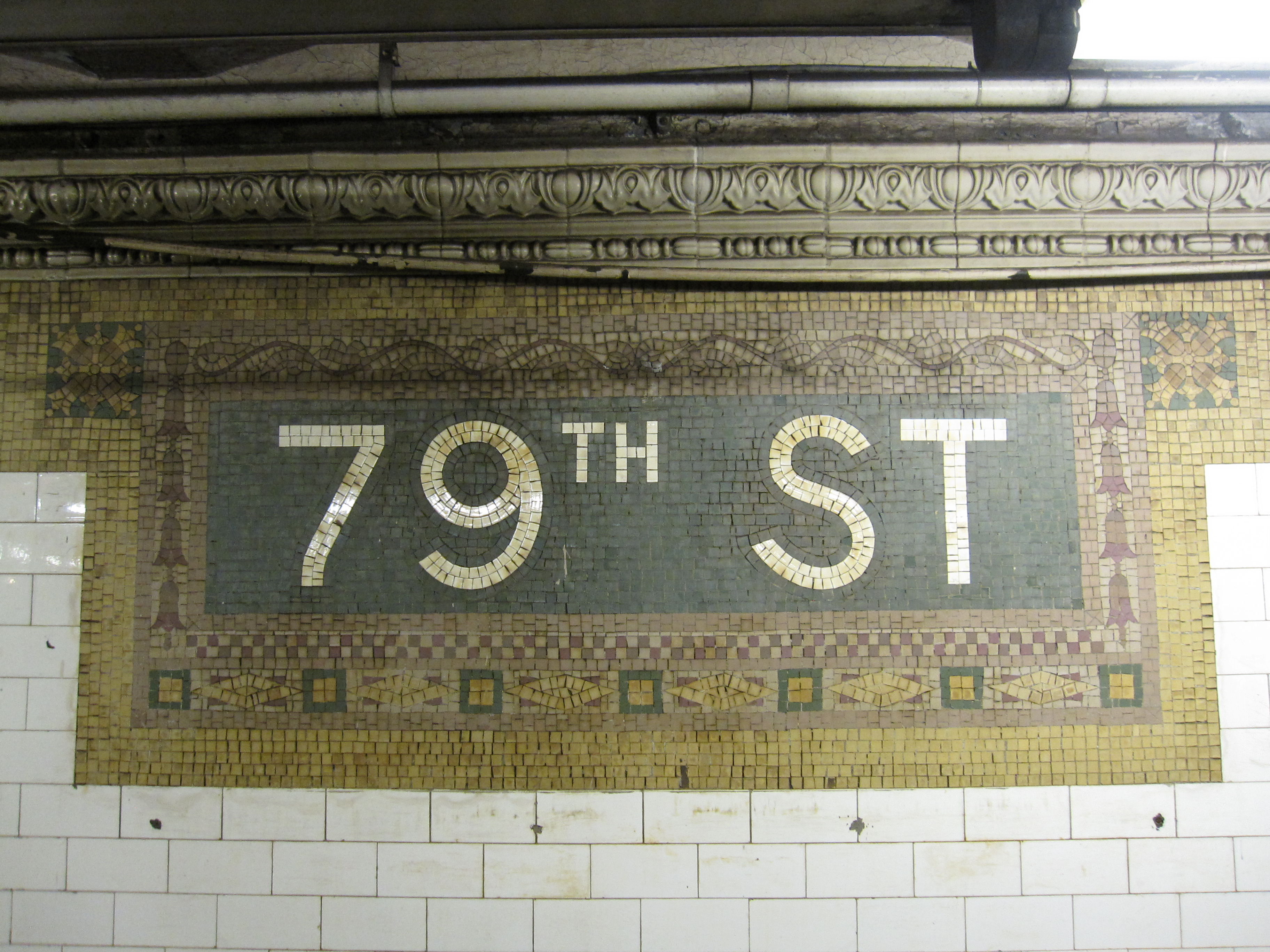
モザイクを用いた駅名標
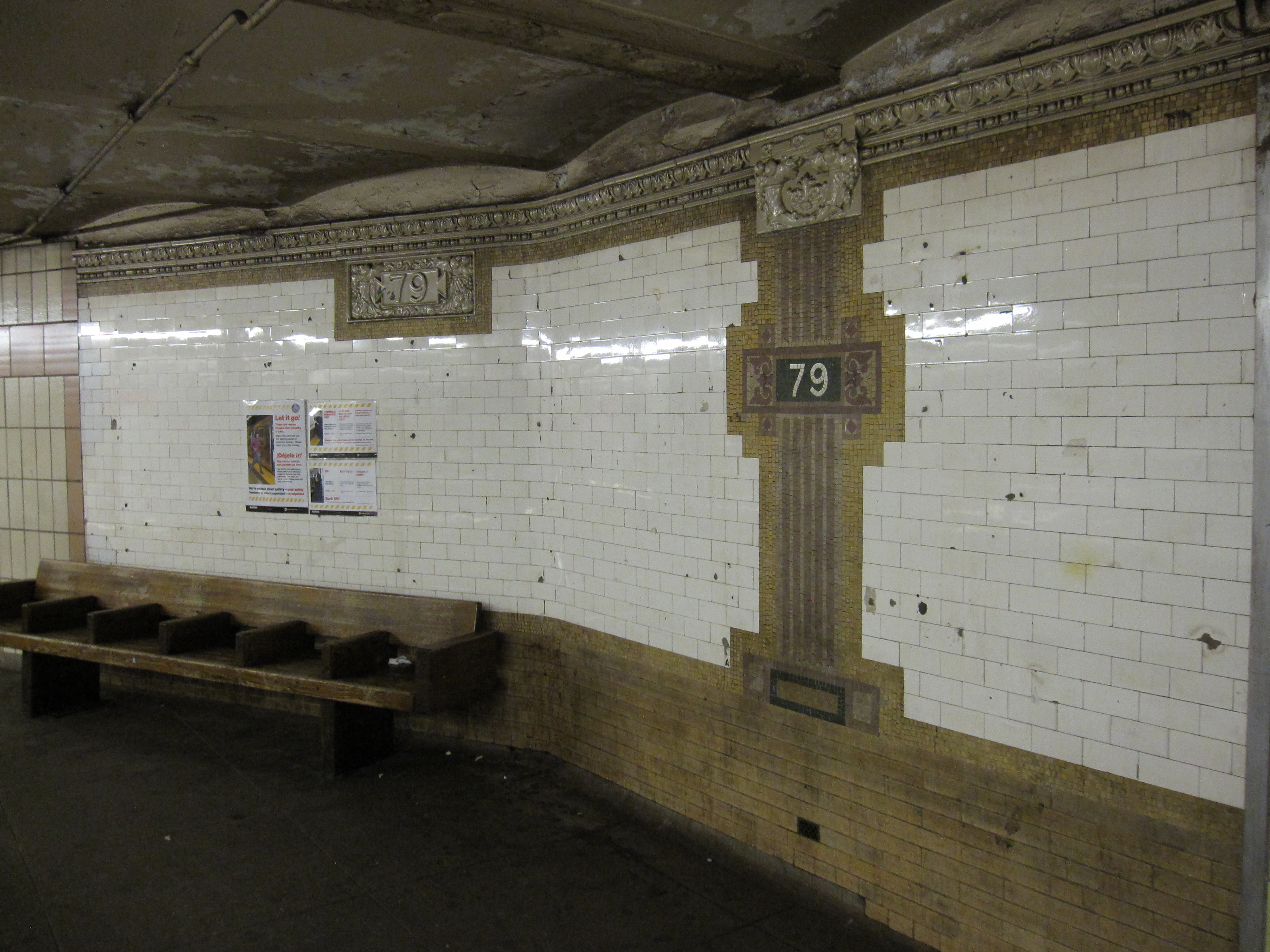
オリジナルの壁面装飾
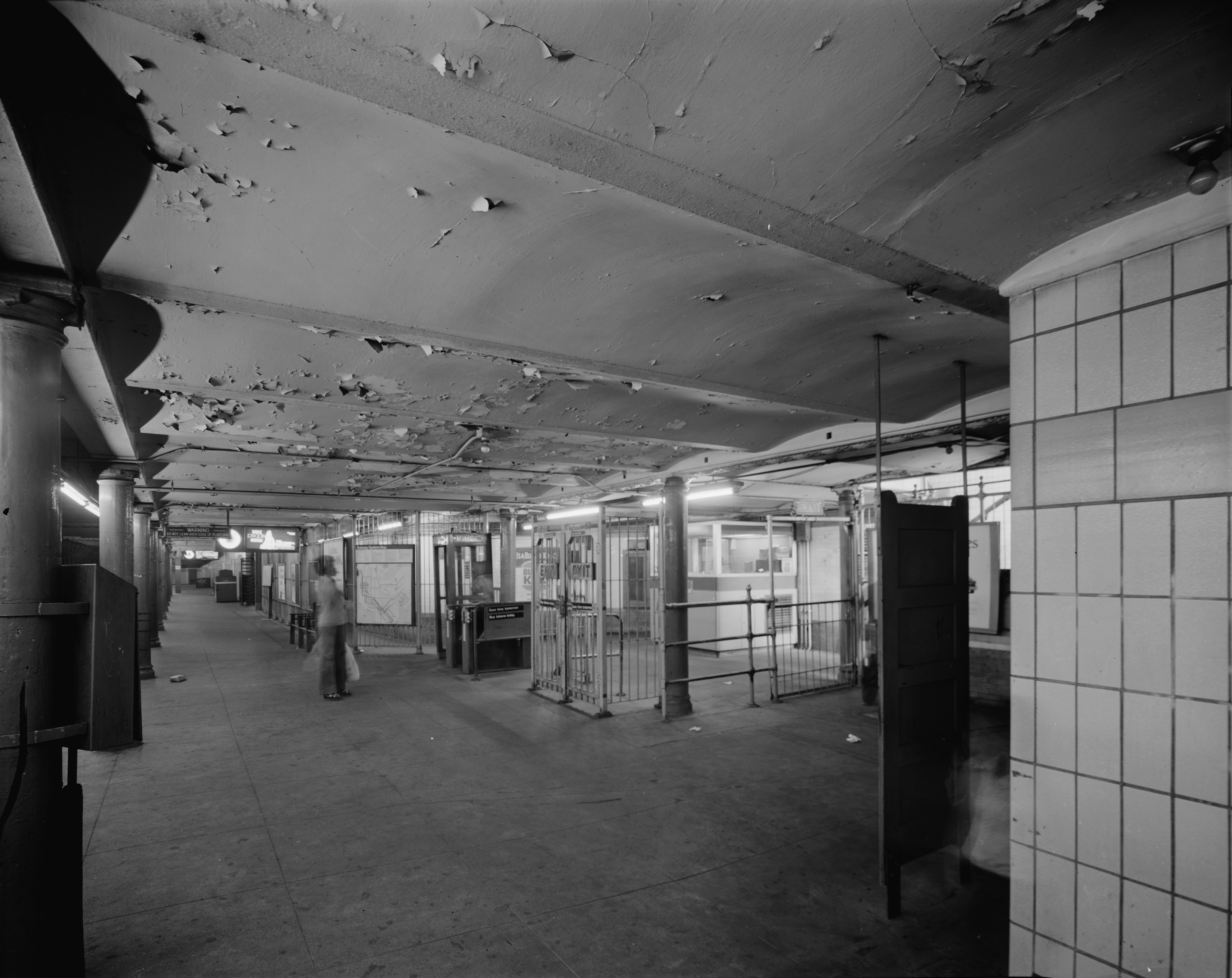
北行ホームと改札口、1978年撮影